# Agnieszka Rehlis
Agnieszka Rehlis es una mezzosoprano de ópera polaca que ha hecho una carrera internacional. Es conocida por interpretar a personajes de Verdi como Amneris de Aida y Azucena de El trovador. Participó en la música de Krzysztof Penderecki, incluido el estreno mundial de su Octava Sinfonía y la colección ganadora del Premio Grammy Penderecki Conducts Penderecki.

## Vida y carrera
Rehlis estudió canto en la Academia de Música Karol Lipiński en Breslavia, donde se graduó con distinción en 1996. Inmediatamente se convirtió en miembro de la Ópera de Breslavia, donde permaneció hasta 2007. Rehlis apareció en papeles como Cherubino en Las bodas de Fígaro de Mozart, Fenena en Nabucco y Flora en La traviata de Verdi, y Mercedes en Carmen de Bizet. En 2003, apareció en el Gran Teatro de Varsovia por primera vez, como Fenena. Apareció en el Bregenzer Festspiele como Lisa y Hannah en La pasajera de Weinberg, y también en Teatr Wielki, la Houston Grand Opera y la Ópera lírica de Chicago. Apareció como Amneris en Aida de Verdi en la Ópera Nacional de Estonia y como Compositor en Ariadna en Naxos en la Opera Krakowska. En la temporada 2016/17, interpretó el papel principal de Carmen de Bizet en la Ópera de Podlaska. Actuó por primera vez en el Teatro de ópera de Zúrich como la Abadesa en El ángel de fuego de Prokófiev, repitiendo el papel en la Ópera Escocesa, en Berna, Erfurt y en el Festival de Aix-en-Provence.
Como cantante de conciertos, Rehlis se centró en las obras de Krzysztof Penderecki, a menudo dirigidas por el compositor. Actuó en sus Siete Puertas de Jerusalén en el Midem Classique 2000 de Cannes, en el Réquiem Polaco y en los estrenos mundiales de su Octava Sinfonía en Luxemburgo y su Dies Illa en el Festival van Vlaanderen de Bruselas. Cantó en Penderecki Un mar de sueños sopló sobre mí, con la Filarmónica Nacional de Varsovia dirigida por Valeri Guérguiev. En Zúrich, apareció como Azucena cuando el nuevo director musical, Gianandrea Noseda, dirigió por primera vez, junto a Piotr Beczała en el papel principal, Marina Rebeka como Leonora y Quinn Kelsey como Luna. Un crítico escribió: «Agnieszka Rehlis era una Azucena temblorosa, que se sacude, casi poseída; a pesar de su pequeña figura llenaba el escenario con su inquietante presencia. Su mezzo era notablemente uniforme en su rango, y sus notas altas eran poderosas y brillantes. Su 'Sei vendicata, o madre', al final, fue aterrador».

## Grabaciones
Rehlis grabó el Te Deum de Penderecki (Naxos, 2005) y la Sinfonía núm. 8 Lieder der Vergänglichkeit («Canciones de la fugacidad») (Naxos, 2006). Cantó en el CD Penderecki Conducts Penderecki, Volume 1, ganador del premio Grammy (Warner, 2016).